# Левінія австралійська
Леві́нія австралійська (Lewinia pectoralis) — вид журавлеподібних птахів родини пастушкових (Rallidae). Мешкає в Австралазії.

## Опис

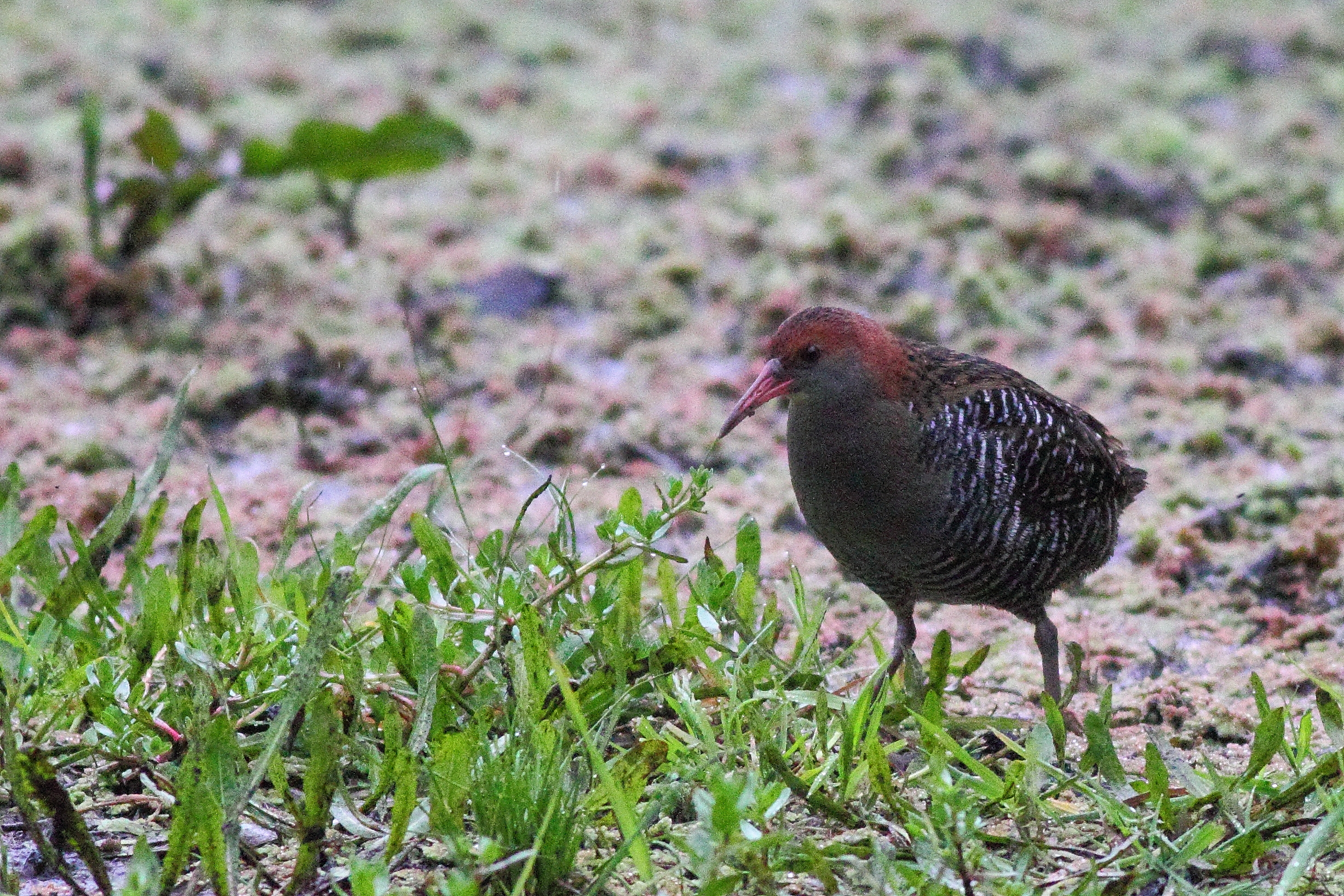
Австралійська левінія

Довжина птаха становить 20-27 см, вага 63-112 г. Довжина крила становить 9,6-11 см, довжина хвоста 3,9-5,2 см, довжина дзьоба 2,9-3,9 см. Верхня частина голови і шия рудувато-коричневі, тім'я і потилиця поцятковані помітними чорнуватими поздовжніми смужками. Решта верхньої частина тіла оливково-коричнева, поцяткована вертикальними чорними смужками. Щоки, обличчя і горло сірі, підборіддя світло-сіре або білувате. Горло і груди сірі, живіт, боки і нижні покривні пера хвоста смугасті, чорно-білі. Дзьоб довгий, дещо вигнутий, рожевуватий, на кінці і зверху сірий. Райдужки карі або червоні. Лапи сірі з легким рожевуватим відтінком. Самиці є дещо більш коричневими, ніж самці, однак загалом виду не притаманний статевий диморфізм. Молоді птахи мають більш тьмяне забарвлення, ніж дорослі птахи, рудувато-коричнева пляма на голові і шиї у них відсутня, а чорно-білі смуги на нижній частині тіла менш виражені.

## Підвиди
Виділяють шість підвидів:
- L. p. exsul (Hartert, EJO, 1898) — острів Флорес (центральні Малі Зондські острови);
- L. p. mayri (Hartert, EJO, 1930) — гори Арфак і Вейланд та гори Центрального хребта на Новій Гвінеї;
- L. p. alberti (Rothschild & Hartert, EJO, 1907) — гори на південному сході Нової Гвінеї, зокрема гори Герцога[en];
- †L. p. clelandi (Mathews, 1911) — південний захід Західної Австалії;
- L. p. pectoralis (Temminck, 1831) — схід і південний схід Австралії (від північно-східного Квінсленда до південного сходу Південної Австралії);
- L. p. brachipus (Swainson, 1838) — Тасманія.

Підвид L. p. exsul з острова Флорес відомий лише за 4 зразками, зібраними в західній частині острова. Підвид L. p. clelandi не спостерігався з 1930-х років і вважається вимерлим.

## Поширення і екологія
Австралійські левінії мешкають в Австралії, Індонезії і Папуа Новій Гвінеї. Вони живуть в густих високотравних, осокових або очеретяних заростях на болотах та інших водно-болотних угіддях — озерах, солончаках, прибережних лагунах і естуаріях, а також в заболочених лісах. На Новій Гвінеї вони зустрічаються на висоті від 1040 до 2600 м над рівнем моря. Деякі популяції є частково осілими, деякі мігруючі.
Австралійські левінії зустрічаються поодинці, парами або невеликими сімейними зграйками в густій прибережній рослинності на берегах прісноводних або солонуватих водойм або (у більш сухих місцевостях) серед папоротей і трав. Вони ведуть прихований спосіб життя, покидаючи зарості лише для пошуку їжі на березі. Основою раціону цих птахів є безхребетні — молюски, черв'яки, комахи, ракоподібні, іноді до нього входять також амфібії і яйця птахів. Австралійські левінії часто стоять на мілководді в пошуках їжі. Вони повільно ходять по землі, рідко літають і при небезпеці ховаються в заростях. Можуть плавати і пірнати.
Сезон розмноження в Австралії у австралійських левіній триває з січня по серпень. Гніздо являє собою неглибоку чашу з трави і очерету, яка встелюється тонкими травинками, розміщується в прибережних заростях на підвищенні, в більш сухих місцевостях на березі водойми. воно має діаметр 18 см, глибину 8 см, внутрішня частина гнізда має діаметр 12-13 см. Гніздо будується протягом 4-5 днів, іноді до 7 днів. В кладці 3-5 яєць, інкубаційний період триває 19-21 день. Насиджують лише самиці. Пташенята покидають гніздо через 24 години після вилуплення. За сезон може вилупитися 2 виводки.